# Zusteller

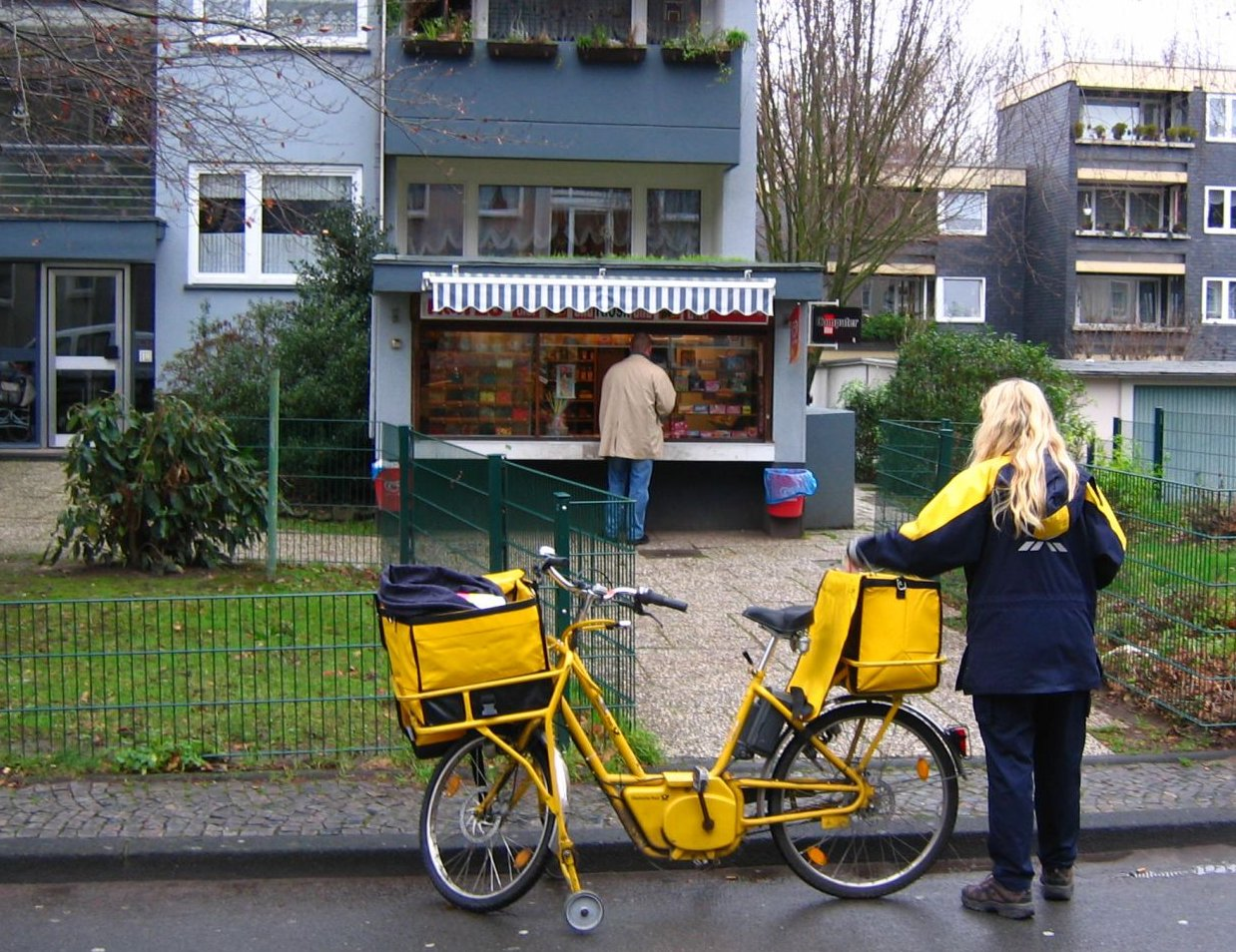
Zustellerin der Deutschen Post AG mit Fahrrad (2007)

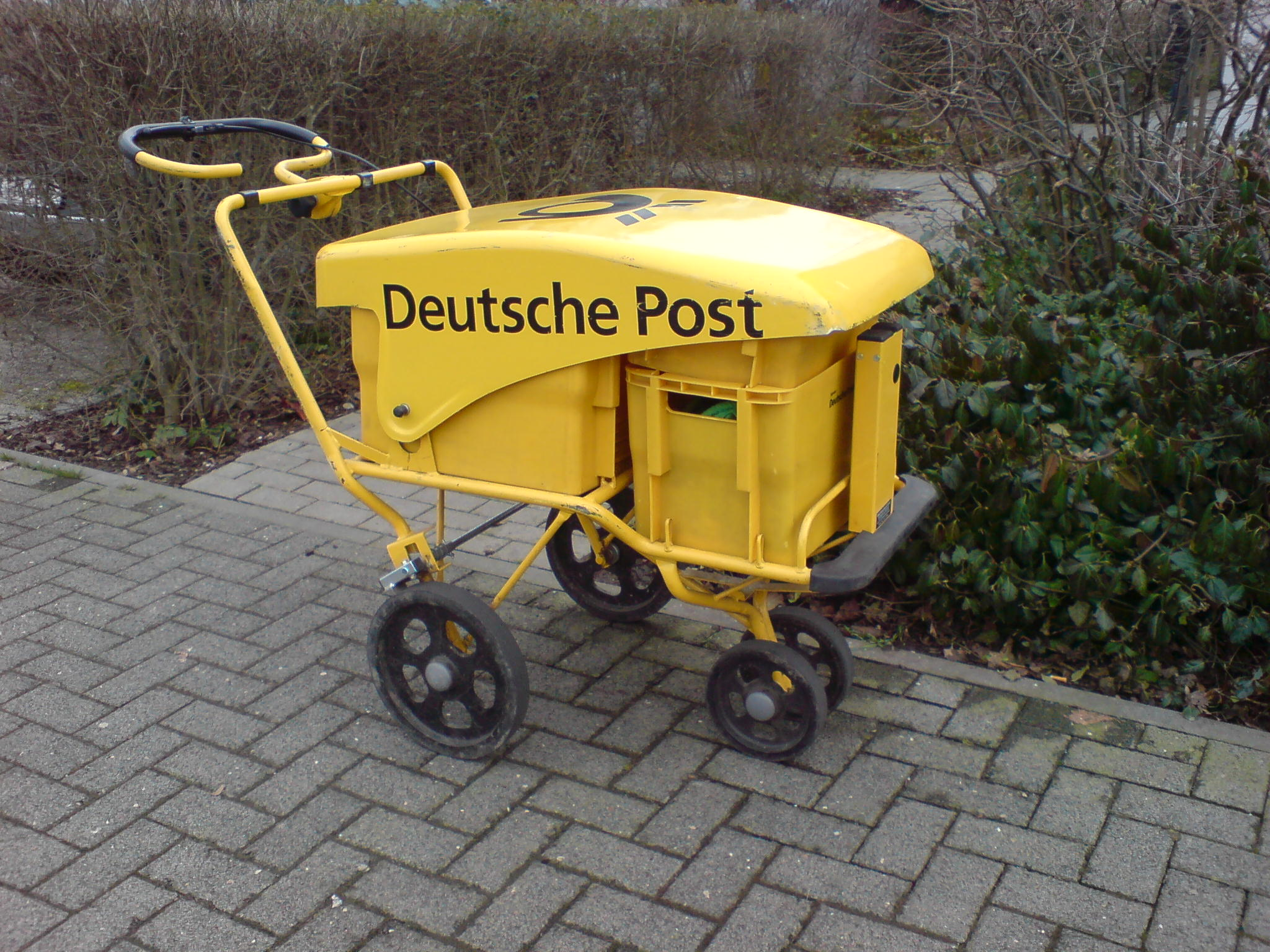
Moderner Zustellwagen

Zusteller bezeichnet eine Fachkraft für die Briefzustellung, Kurier-, Express- und weitere Postdienstleistungen. Die Deutsche Post AG nennt sie Zusteller für die Brief- und Verbundzustellung. Andere Bezeichnungen sind Brief- und Paketzusteller, Paketbote, Postbote oder Briefträger. In Österreich und Süddeutschland ist die Bezeichnung Postler und in der Schweiz Pöstler geläufig.
Die Deutsche Post beschäftigt 80.001 Zusteller für 54.200 Zustellbezirke in Deutschland, die pro Tag rund 71 Millionen Briefe in 43 Millionen deutsche Haushalte verteilen (Stand: 2007). Neben der Deutschen Post sind in Deutschland auch einige bundesweite und zahlreiche regionale Postdienstleister aktiv.
Als Zusteller im weiteren Sinne werden auch Verteiler von Werbeprospekten, Tages- und Wochenzeitungen und abonnierten Zeitschriften an Haushalte bezeichnet.

## Geschichte

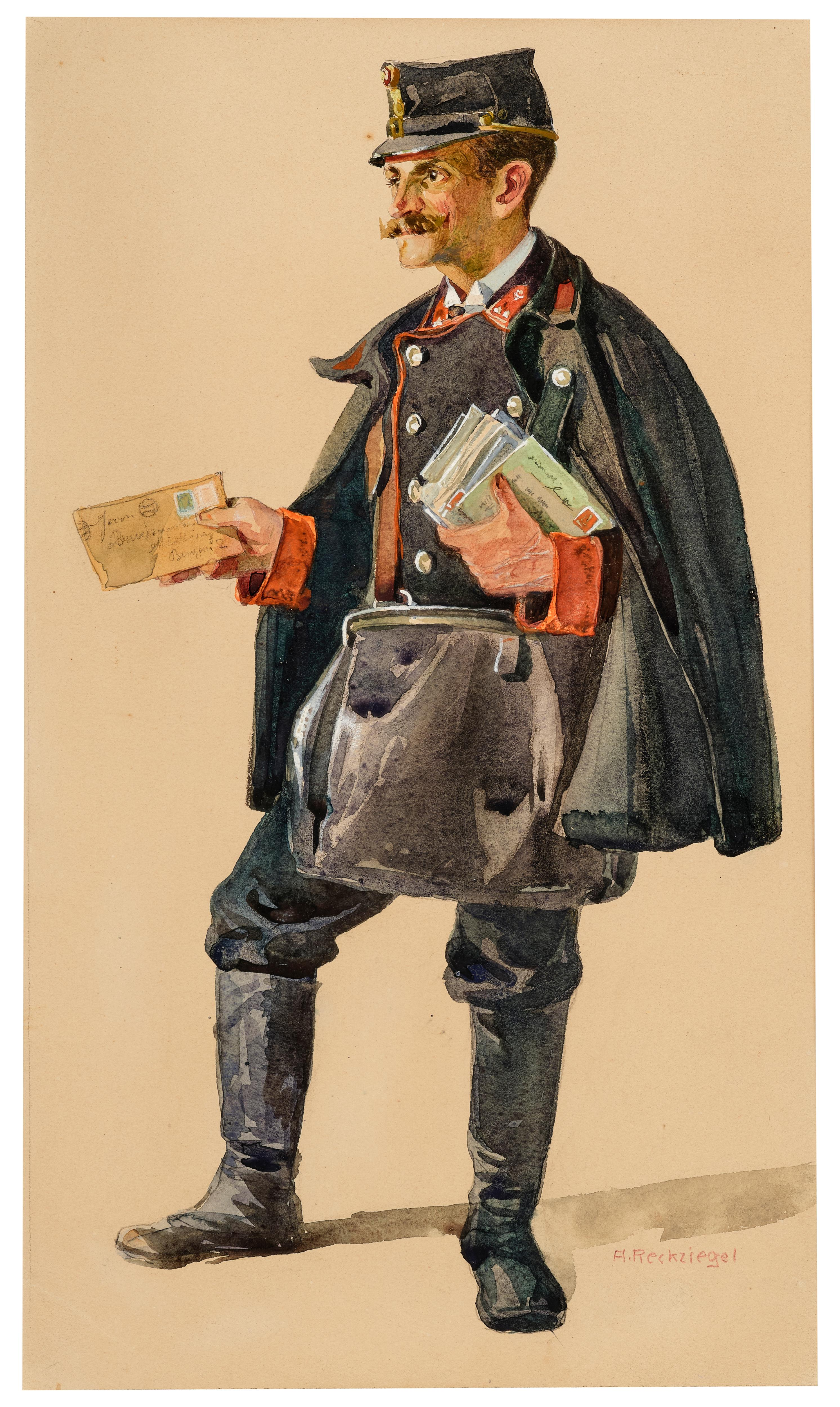
Österreichischer Briefträger im späten 19. oder frühen 20. Jahrhundert

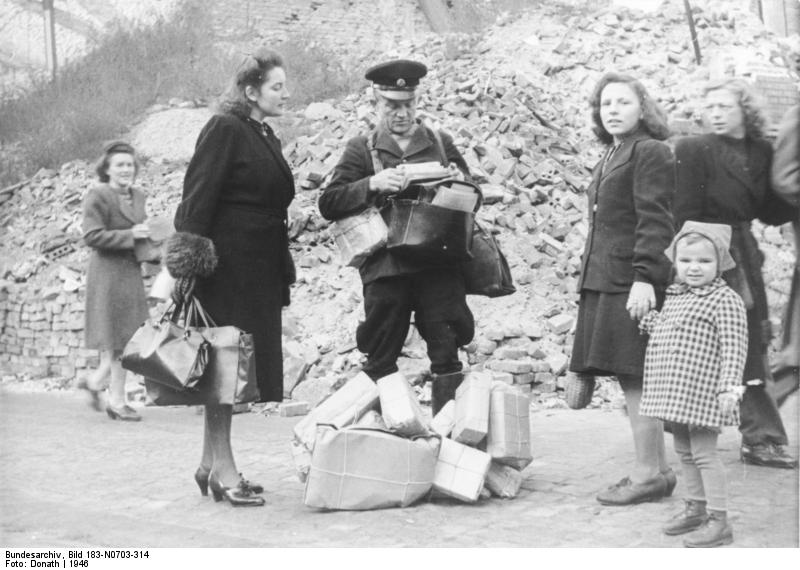
Briefträger mit Briefen und Päckchen 1946 in Berlin

Früher war der Zusteller überwiegend ein Beamter der Postbehörde. In der Regel trug er während des Dienstes eine Uniform. Heute (beziehungsweise seit einigen Jahren) ist er zumeist bei einem Logistik- bzw. Postunternehmen angestellt.
Ihre Erfahrungen mit den ausschließlichen Zeitungszustellern für Printmedien versuchen Zeitungsverlage seit der Lockerung des Briefmonopols verstärkt für die Briefzustellung in ihrem Verbreitungsgebiet zu nutzen.
Zusteller können darüber hinaus auch als Geldbriefträger eingesetzt werden.
Ab 1999 baute die Deutsche Post AG rund 33.500 Vollzeit-Arbeitsplätze ab, während sämtliche neuen Briefdienstleister zusammengenommen (2007) ca. 45.000 Menschen beschäftigen, überwiegend als Mini-Jobber. Die Post fürchtet ggf. weitere bis zu 32.000 Jobs zu verlieren, während immer mehr (vor allem: kleine) private Firmen in Deutschland „Stücklohn“ – d. h. je nach Aufkommen gar keinen Lohn zahlen. Seit der Teilöffnung des Postmonopols in Deutschland 1998 vergab die zuständige Bundesnetzagentur rund 1000 Lizenzen. Sie prüfte bis Ende 2007 die Arbeits- und Lohnbedingungen der „neuen Briefdienstleister“.
Ende 2007 lief das Briefmonopol endgültig aus. Die Gewerkschaft Ver.di einigte sich mit der Deutschen Post auf einen Mindestlohn von 9,80 Euro pro Stunde für Briefzusteller im Westen und 9 Euro im Osten.

## Paketboten-Schutz-Gesetz
Mit dem Paketboten-Schutz-Gesetz vom 15. November 2019 wird eine Umgehung von Arbeitnehmerrechten verhindert. Es werden Unternehmen stärker in die Pflicht genommen und die Nachunternehmerhaftung auch in dieser Branche eingeführt. Es sind diejenigen, die Aufträge an andere Unternehmen weitergeben, dafür verantwortlich, dass hinreichende Arbeitsbedingungen herrschen und Sozialabgaben korrekt gezahlt werden. Es wird zudem für fairen Wettbewerb in der Paketbranche gesorgt.

## Aufgaben

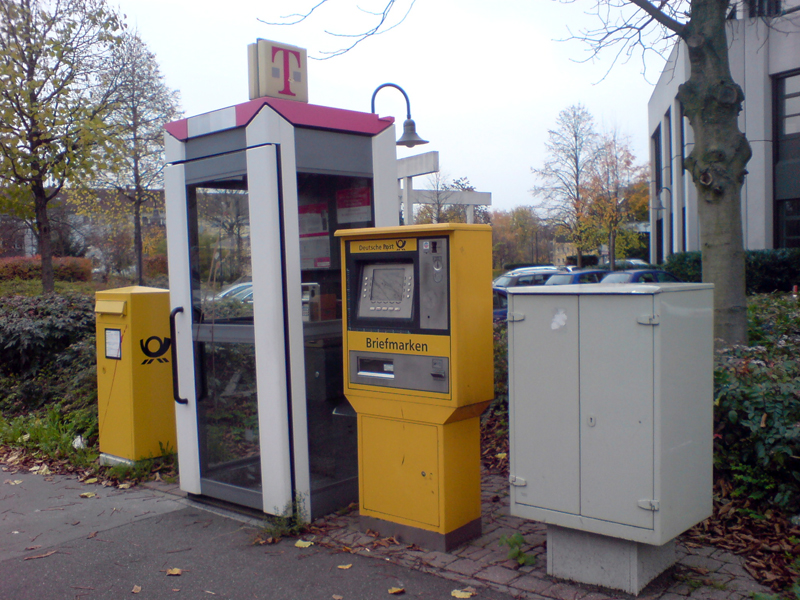
Ganz rechts in Grau: ein Postablagekasten

Die meisten Zusteller sortieren während ungefähr eines Viertels ihrer täglichen Arbeitszeit im Zustellstützpunkt (ZSP), früher Postamt, die Post vor, oder bekommen diese zum Teil oder ganz im Briefzentrum oder Vorbereitungszentrum vorsortiert. Sie stecken die Briefe und Postsendungen in einem speziellen Briefsortiertisch in der richtigen Reihenfolge ihrer Gangfolge und liefern diese anschließend an die Empfänger aus (Zustellung).
Stellt ein Zusteller nur Sendungen zu ohne diese selbst vorzubereiten, nennt man diesen TVZ Zusteller (TVZ bedeutet: Trennung Vorbereitung Zustellung). Diese bekommen ihre Sendungen fertig sortiert aus einem Vorbereitungszentrum oder von einem anderen Kollegen der zwei Bezirke vorbereitet aber nur einen zustellt.
Fällt dem Zusteller zusätzlich zur Briefzustellung auch die Aufgabe der Paketzustellung zu, nennt man diesen einen Verbundzusteller, der auch freigemachte Frachtsendungen (Pakete, Päckchen) während der Zustellung zur Weitersendung annimmt.
In ländlichen Bereichen erledigen die (Verbund-)Zusteller zudem häufig Funktionen des Postservice, wie die Ein- und Auszahlung von Postbankguthaben und werden dann als MOPS (Mobiler Postservice) bezeichnet. Bei der Bundespost hießen diese Zusteller Landzusteller. Ein MOPS nimmt auch Postsendungen an, verkauft Briefmarken und bietet weitere Postdienstleistungen.
In vielen Zustellbezirken gibt es entlang der Auslieferungsstrecke Postablagestellen. Diese befinden sich teilweise in Postablagekästen, welche rein äußerlich Telefonverteilerkästen ähneln. In diesen Ablagen werden Postsendungen für Fuß- und Fahrradzusteller zwischengelagert, denn in der Regel stellt ein Zusteller am Tag wesentlich mehr Sendungen zu, als man auf einmal auf ein Fahrrad oder eine Handkarre laden – geschweige denn transportieren – könnte. Nun sind entlang der Zustelltour solche Ablagestellen eingerichtet; und wenn die Post morgens nach Gangfolge sortiert und fertig abgepackt ist, werden die einzelnen Teilstücke von einem Fahrer (z. T. auch vom Zusteller selbst auf dem Weg in den Bezirk) auf die entsprechenden Ablagestellen entlang der Zustellrouten verteilt.
Dabei ist es wichtig, dass die „frühen“ Kästen vom Fahrer auch entsprechend zuerst bestückt (dafür gibt es eine festgelegte Fahrfolge) werden und natürlich, dass immer das richtige Teilstück im richtigen Kasten landet.
Weniger bekannt ist die Aufgabe des Zustellers, Briefmarken auf ihre Entwertung hin zu prüfen. Sollte das Postwertzeichen nicht mit einem Poststempel entwertet worden sein, so wird dieses vom Zusteller nachträglich erledigt. Dies geschieht zumeist handschriftlich per Kugelschreiber, Bleistift und Buntstift, aber auch mit einem extra dafür vorgesehenen Stempel. Hierfür werden meist blaue oder schwarze Farben verwendet.
Der Zusteller trägt in der Regel eine Unternehmensbekleidung (Dienstkleidung).

## Mobilität

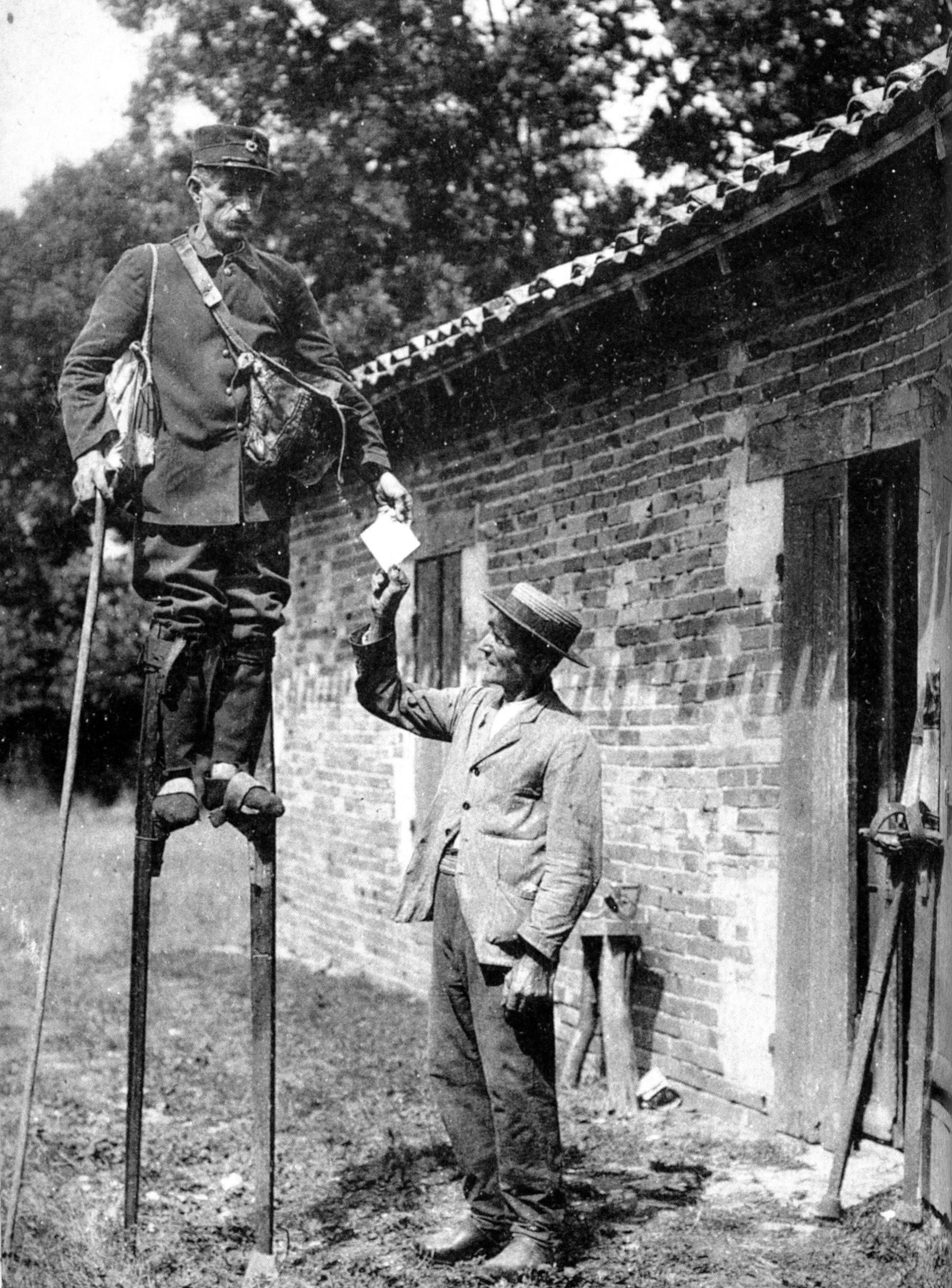
Ein Briefbote auf Stelzen in der Gascogne, Frankreich zu Beginn des 20. Jahrhunderts

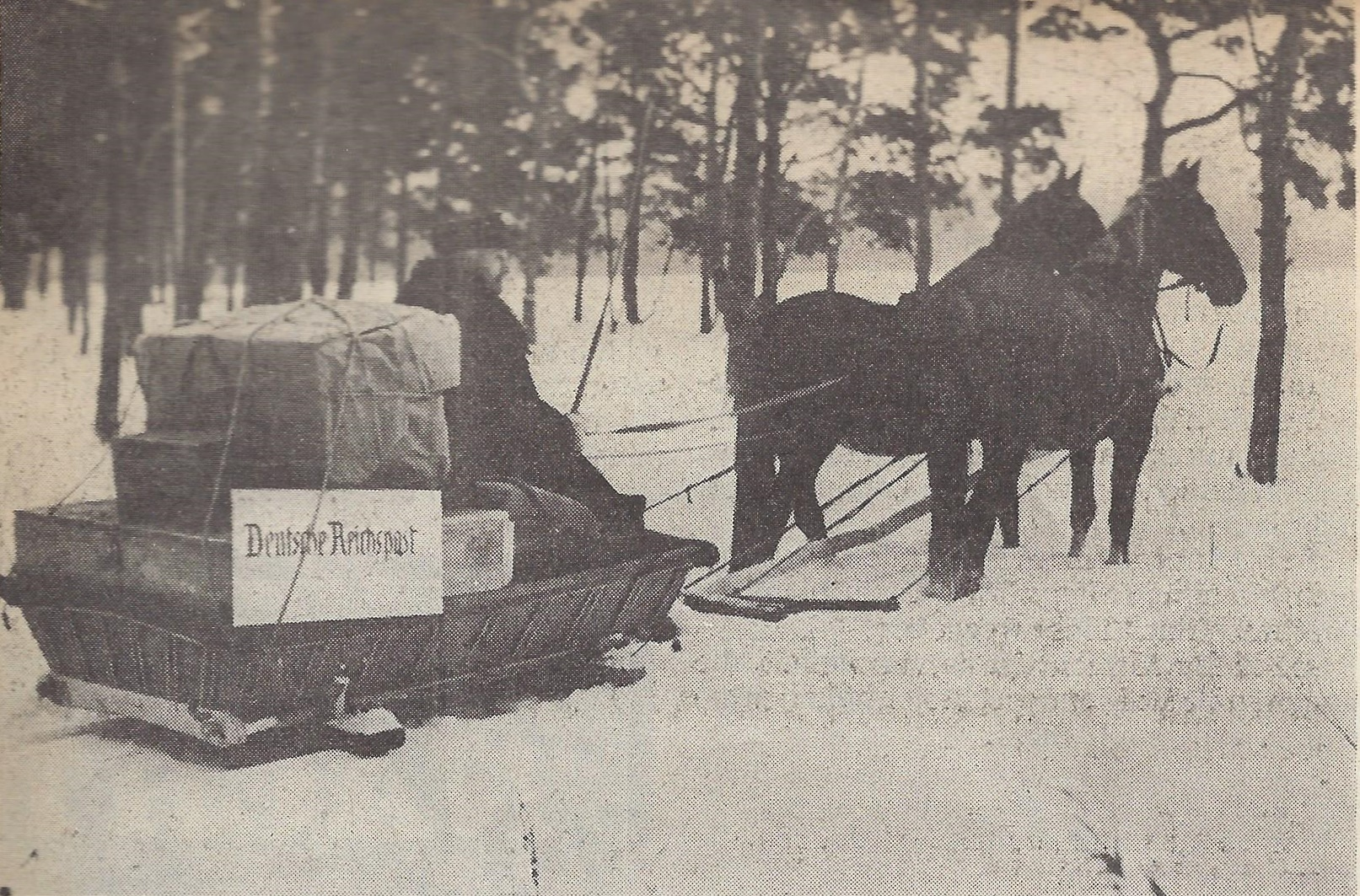
Reichspost auf der Kurischen Nehrung.

Es gibt verschiedene Möglichkeiten für Zusteller, sich innerhalb ihres Zustellbezirkes zu bewegen. Die bekanntesten sind wohl zu Fuß mit Zustellwagen, per Postfahrrad, per Moped oder Motorroller, mit dem Pkw oder mit dem Kleintransporter.
Welches Transportmittel gewählt wird, hängt davon ab, wohin die Postsendungen sollen und ob es Briefe, Päckchen oder Pakete sind. In einer Großstadt ist es zum Beispiel sinnvoller, mit dem Fahrrad zu fahren, um Staus zu umgehen. Dies gilt auch für kleinere Städte und Gemeinden mit viel befahrenen Straßen.
In bestimmten Gebieten sind weitere Beförderungsarten notwendig. So sind einige Postzusteller im Schwarzwald beispielsweise im Winter mit Langlaufskiern ausgerüstet. Im Spreewald wird die Post per Postkahn, auf die Zugspitze per Seilbahn-Gondel und auf die Halligen im nordfriesischem Wattenmeer je nach Hallig und Tide per Postschiff, Wattwagen oder Lore zugestellt. Der einzige Haushalt auf der Hallig Süderoog wird mehrmals pro Woche von einem Wattzusteller über einen 15 km langen Wattweg zu Fuß bedient. Um das Jahr 1900 waren sportliche Zusteller auch mit Schlittschuhen im Winter auf zugefrorenen Gewässern unterwegs.
Paketzusteller sind mit einem Handscanner unterwegs, auf dem der Empfänger mit seiner Unterschrift den Erhalt des Pakets bestätigen muss. Den reinen Briefzusteller, der nur Briefe oder Kataloge bringt, setzen heutzutage nur noch Zustellbezirke ein, bei denen die Zusteller mit dem Fahrrad oder zu Fuß unterwegs sind und daher keine Pakete befördern können.

## Zugriff auf Briefkasten
In manchen älteren Mehrfamilienhäusern sind die Briefkästen nur mit einem Haustürschlüssel erreichbar. Ist das Gebäude mit einem sogenannten Postschloss (auch Botenschlüssel genannt) ausgerüstet, hat der Zusteller mit einem Generalschlüssel darauf Zugriff. Ansonsten braucht er den Hausschlüssel, der vom Besitzer der Objekte zur Verfügung gestellt wird. Dies gilt sowohl für die Zusteller der Deutschen Post wie auch für die anderen Zusteller (Zeitungsboten usw.).
Laut einem Gerichtsurteil hat ein Mieter Anspruch auf zusätzliche Haustürschlüssel für den Briefzusteller und Zeitungsboten.

## Ausbildung
Bis Ende der 1970er Jahre gab es bei der Deutschen Bundespost die Berufsausbildung zum Postjungboten. 1979 wurde der Ausbildungsberuf Dienstleistungsfachkraft im Postbetrieb geschaffen. Nach der Privatisierung der Bundespost 1995 nannte sich das Berufsbild Fachkraft für Brief- und Frachtverkehr. 2005 trat die neue Ausbildungsordnung für den Beruf Fachkraft für Kurier-, Express- und Postdienstleistungen in Kraft.

## Kunst
Briefträger sind ein beliebtes Motiv in der Kunst, Musik, Literatur oder im Film. Auch in der Heraldik kommt er vor.
- Franz Schubert erwähnt an einigen Stellen in seinen Liedern den Postboten: „Die Post bringt keinen Brief für Dich, … was schlägst Du denn so wunderlich, mein Herz?!“
- In Carl Zellers Operette Der Vogelhändler von 1891 ist die Braut des Protagonisten Adam eine gewisse Christel von der Post. Unter diesem Titel wurde auch 1956 von Karl Anton ein Heimatfilm gedreht.
- Die Marvelettes baten 1961 beispielsweise mit Please Mr. Postman ihren Postboten, eine Minute zu warten und dabei noch mal nachzusehen, ob er nicht doch noch einen Brief von „ihm“ in seiner Tasche hat. Dieser Titel wurde später von den Beatles und den Carpenters gecovert.
- Briefträger als wichtige Figuren der Handlung tauchen in zahlreichen Romanen (z. B. im Stopfkuchen von Wilhelm Raabe) oder Erzählungen (z. B. im Leviathan von Arno Schmidt) auf.
- Charles Bukowski verarbeitete eigene Erinnerungen im Roman „Der Mann mit der Ledertasche“.
- Alois Brandstetter widmet einem niederbayrischen Briefträger seinen Roman (1974) „Zu Lasten der Briefträger“, der 1992 auch als Theaterstück am Wiener Schwedenplatz seine Uraufführung erlebte.
- James M. Cain: Wenn der Postmann zweimal klingelt, wobei im Buch kein Postmann vorkommt.
- Elvis Presley mit dem Titel: Return To Sender (Nichtzustellbarkeitsvermerk auf einem retournierten Brief)
- Film: Wenn der Postmann zweimal klingelt
- Film: Postman von Kevin Costner nach dem gleichnamigen Roman von David Brin
- Film: Briefträger Müller, deutscher Spielfilm von 1953 mit Heinz Rühmann, Gisela Mayen, Regie: John Reinhardt
- Film: Schule der Briefträger (L’ecole des facteurs), Kurzfilm von Jacques Tati, 1947
- Film: Tatis Schützenfest (Originaltitel Jour de fête) Spielfilm von Jacques Tati, 1949
- Wappen: Lauffen am Neckar mit laufendem Boten („Läufer“)

## Philatelie
Die verschiedenen Zustellungsmöglichkeiten sind auch des Öfteren Anlass, entsprechende Briefmarken herauszugeben.

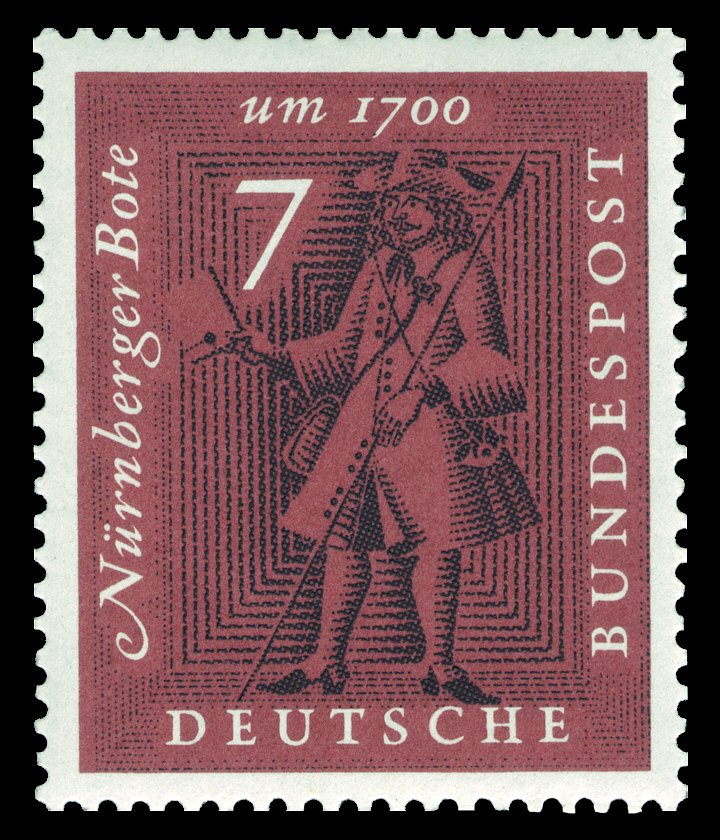
Nürnberger Bote um 1700
Postreiter

## Bekannte Briefträger
- Der fünffache Darts-Weltmeister Raymond van Barneveld war vor seiner Karriere als Profisportler Zusteller.
- Der US-amerikanische Schriftsteller Charles Bukowski war vor seinem Durchbruch als Autor in seiner deutschen Heimat Briefträger.
- Der französische Künstler-Briefträger Ferdinand Cheval (1836–1924) war Erbauer des Palais Idéal in Hauterives.
- Der Fußball-Europapokalsieger Jürgen Groh war vor und nach seiner Zeit als Profi Zusteller bei der Bundespost und Deutsche Post AG.
- Rock Hudson war vor seiner Karriere als Schauspieler Zusteller.
- Der Olympiasieger im Eisschnelllauf Piet Kleine war in seiner niederländischen Heimat Briefträger.
- Der spätere US-Präsident Abraham Lincoln war Posthalter und Briefträger in New Salem, Illinois.
- Der fünfmalige Rad-Weltmeister Gaby Minneboo war neben seinem Sport auch weiterhin in seinem Beruf als Briefträger tätig, weshalb er der „fliegende Postbote“ genannt wurde.
- Der zweimalige Weltmeister im Ringen Adolf Seger war 42 Jahre als Briefträger bei der Deutschen Post tätig.[6]
- Einer der bekanntesten Zusteller in Deutschland war der Geldbriefträger Walter Spahrbier aus der ZDF-Sendung Vergißmeinnicht.

## Schutzpatron
Schutzpatron der Zusteller ist Gabriel (Erzengel).

## Verschiedenes
Im Mittelalter wurde die Post teilweise von fahrenden Metzgern zugestellt, siehe Metzgerpost.
Bei unanbringbaren Sendungen (unzustellbar oder von außen kein Absender erkennbar) übernimmt bei der Deutschen Post AG in Marburg eine Briefermittlungsstelle die Arbeit.